# Sphaerolaimus brevicollis
Sphaerolaimus brevicollis is een rondwormensoort uit de familie van de Sphaerolaimidae. De wetenschappelijke naam van de soort is voor het eerst geldig gepubliceerd in 1912 door Ssaweljev.